# Obaga de l'Oriol
L'Obaga de l'Oriol és una obaga del terme municipal de Conca de Dalt, dins de l'antic terme de Claverol, al Pallars Jussà. Es troba en territori de l'antic enclavament dels Masos de Baiarri.
Està situat a la part oriental de l'enclavament, al vessant oriental del Cap de l'Alt de Baiarri. És a l'esquerra de la llau de Perauba, al nord del Coll de Neda i al sud-oest de les Costes de Baiarri. És també a migdia de la Solana de la Grallera. L'Obaga de l'Oriol conté, al seu sector nord-est, la Font de l'Oriol.